# Martin Heidegger et la question de l'existence
Pour des articles plus généraux, voir Dasein, Phénoménologie de la vie (Heidegger) et Phénoménologie de la vie religieuse.

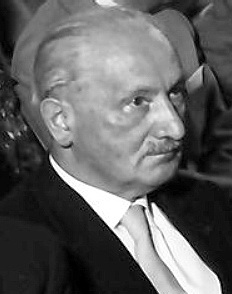
Heidegger en 1960.

Dans son ouvrage Être et Temps (§9 (SZ p. 42), Martin Heidegger, réserve à l'être humain, c'est-à-dire au seul  Dasein, comme il est désigné dans cet ouvrage, l'expression d'« existence » pour distinguer son mode d'être de celui de tous les autres « étants ».

## La spécificité de l'existence humaine
L'idée phénoménologique qui va être sous-jacente à ce terme d' « existence », réservé à l'être humain, c'est l'idée d'un être, toujours décalé par rapport à lui-même, comme « en avance sur lui-même », qui a « à être », d'un Dasein, selon l'appellation introduite dans Être et Temps toujours en mouvement, qui se rapporte à son être, à son pouvoir être, à ses possibilités, « comme ayant à être » écrit Christian Dubois. Le concept de Dasein exprime ainsi, un décentrement de la position métaphysique traditionnelle de l'homme.
Ce décentrement implique, sortie hors de soi, et « compréhension  originaire et spontanée du monde », double sens que prend en charge le concept d'« être-au-monde ». L'« existence », bien loin de son acception triviale, devient déploiement et présence au monde de l'être sans fondement que nous sommes et dont la pierre de touche va essentiellement être le rapport à la mort, (voir article être-jeté ). Toutefois, y compris dans les premiers travaux de Heidegger, la confusion est entretenue entre une « phénoménologie de la vie », et ce qui ne pourra  plus à aucun titre s'appeler une phénoménologie à savoir l'établissement d'une « existentialité pure » que Heidegger va se mettre en mesure de dégager.
Le Dasein que les premières études avaient mis au jour dans son exploration de la « phénoménologie de la vie » ; c'est-à-dire, l'être humain lui-même, n'est plus défini comme une nature, une essence invariable et universelle, mais comme un « pouvoir-être ». Avant Être et Temps, à l'époque du Rapport Natorp (1922), de 1923, Heidegger, avait  été conduit à abandonner le terme polysémique de « Vie » au profit de celui d' « existence » plus apte, selon lui, à signifier, le phénomène de « devancement », l'« avoir-à-être », le « retour à soi », la possibilité de se comprendre soi-même, la finitude etc. L'« existence » va prendre le pas sur l'« essence » avec la célèbre formule qui donnera naissance avec Jean-Paul Sartre à l'existentialisme : 

« L'essence du Dasein réside dans son existence. »

— Être et Temps, § 9
Ici s'impose une précision, le terme « existence », réservé à la vie humaine, n'est pas à prendre au sens philosophique traditionnel, c'est-à-dire, comme signifiant un état opposé au concept d' « essence », car pour Heidegger, il s'agit d'une « pure possibilité d'être » offerte au Dasein, soit qu'il l'ait choisi, soit qu'il soit tombé en elle l' « être-jeté », c'est-à-dire un état de fait. En ce sens la question de l'« existence », ne peut jamais être réglée que par l'exister lui-même, « la compréhension concrète qu'a le Dasein de son existence, reste exclusivement son affaire »-. Parce que selon la formule de Dilthey « La vie s'interprète elle-même », une phénoménologie de la vie ne peut être qu'« herméneutique ».
La « pure possibilité d'être » que les principaux traits phénoménologiques vont dégager, dessinent un  Dasein qui se maintient, en permanence, dans une espèce de « suspens » qui correspond à ce que Heidegger va appeler la « Résolution anticipante » ou « Décision d'existence » dans la traduction de Jean-Luc Nancy.

## Les principaux traits phénoménologiques
Jean Greisch, insiste sur la spécificité de la conception heideggérienne de l' « existence », qui n'a plus rien à voir avec la traditionnelle opposition essence/existence ; dans cette dernière « exister » veut dire avoir lieu. Pour Heidegger qui récuse toute vision substantielle et définit le Dasein  comme « pouvoir-être », l'existence apparaît comme une possibilité d'être offerte au  Dasein si bien que la question de l'existence, ce qu'elle est, ne peut jamais être réglée, décrite que dans et par l'« exister » lui-même. S'engager dans un « choix de vie », implique en premier lieu, sa possibilité, et une compréhension déterminée de l'existence en soi. On distinguera donc d'un premier niveau dit concret ou ontique, le plan ontologique qui ambitionne d'expliciter ce qui constitue l'existence en soi, ce sera dans la terminologie de Heidegger, l'existential, qui conditionne les choix existentiels concrets de la vie.
Avec l'abandon du concept de « sujet cartésien » au profit de celui Dasein (voir article Dasein), et le constat d'une impossibilité à mener à bien une « Science de la Vie »   correspondant à ses premières ambitions professorales, Heidegger recense  divers moments de l'« exister » humain  au cours d'une longue enquête phénoménologique à base « herméneutique », intitulée « analytique existentiale », qui aboutit à un premier panorama général où émergent plusieurs « modes d'être », qui ont fait la célébrité de son œuvre majeure Être et Temps, à savoir : Être-pour-la-mort, Être-en-faute, Être-jeté, Être-avec, Être-au-monde.
Le recensement des « modes fondamentaux de l'exister », n'épuise pas, tant s'en faut, tous les phénomènes de la « vie facticielle » (concrète) qui représente un véritable « défi phénoménologique », surtout dans l'exposition de sa « mobilité » interne, que seule une « herméneutique » attentive peut révéler et ordonner dans leur importance relative comme l'expose Jean Greisch.
Dans sa structure formelle le terme existence ou « ex-sistance » signifie aussi, que le Dasein « en vertu de son ouverture à l'être (en allemand Erschlossenheit),  se tient en retrait en regard du monde des étants » remarque Jean Grondin.
En accord avec la méthode « herméneutique », il s'agit d'abord d'éclairer la marche à suivre, d'une hypothèse préalable sur le sens général de l'« existence », que Heidegger pense trouver dans le vécu des premiers chrétiens ainsi que dans la pensée « augustinienne » et le sentiment d'« Inquiétude » qui traverse toutes ses « Confessions » qui seront à la source de son concept de « Souci ». Tant chez Jean Greisch que chez Servanne Jollivet il apparaît qu'il puise son modèle dans l'expérience vécue du christianisme primitif, en tant que cette expérience préfigure à travers l'accent mis sur la « finitude » et l'inquiétude fondamentale de l'existence humaine cette pré-interprétation de  « l'histoire absolue de la vie en Soi et pour Soi »  qu'il tente lui-même de regagner à travers son propre geste herméneutique-,,  .

### Points d'appui de l'analyse
Ces points, au nombre de trois, sont fortement soulignés dans les paragraphes 4 et 9 de Être et Temps.

#### La Mienneté
Étroitement lié à l'« existence », Heidegger découvre le phénomène de la « Mienneté » Jemeinigkeit, par lequel le Dasein se rapporte continuellement à « lui-même », ce « lui-même » qui ne lui est pas indifférent et qui va rendre possible le pronom « Je », de telle manière que celui-ci dérive de celle-là et non l'inverse. Le Dasein  se rapporte constamment à lui-même, comme à son « pouvoir-être », ce qui explique qu'il apparaît toujours « en avance sur lui-même », selon deux direction, soit la fuite dans l'affairement auprès du monde et la dispersion, ou, a contrario, le retour sur son « pouvoir-être le plus propre »  (caractère de ce qui est propre), l'authenticité, ou la perte dans l'inauthenticité. Jean-François Marquet fait remarquer que ce retour ne doit pas être compris comme une voie d'accès au propre, das Egentliche, mais « qu'elle est, elle-même, le propre », ce qui veut dire que « le comment du chemin l'emporte sur l'idée d'un contenu final ».
Ce « lui-même » auquel se rapporte le Dasein n'est pas originellement  un « Je », mais son « rapport essentiel à l'être en général ». Chez Heidegger c'est la « Mienneté » qui est le principe d'individuation. C'est le point central, pour Heidegger, la « Mienneté » n'est pas un « "Sum" », pas une essence, comme elle pourrait être conçue traditionnellement, mais « quelque chose à conquérir à chaque fois, aujourd'hui, à chaque instant ». La «Mienneté » appartient à l'existence elle est « à être ». Ce qui veut dire que l'« être » du Dasein est à chaque fois en jeu, à conquérir, il peut être dans le souci du « "Soi" » ou se fuir, être propre ou impropre.
La sentence « le  Dasein   n'a d'autre essence que d'être » nous invite à détourner le regard de l'essence vers l'être (le fait d'être), or comme le souligne Jean-François Marquet un tel étant n'est concevable qu'à la première personne, il est l'étant que je suis toujours moi-même et en dévoile, du même coup, l'esseulement ou   Vereinzelung. La mort qui boucle mon existence est seulement mienne, elle est la circonstance où tout allègement sur l'autre s'avère impossible.

#### Le monde du Soi
Le Soi se retrouve non pas dans un « je » souverain, (le cogito cartésien) et à priorique, mais à même l'expérience concrète et à chaque fois renouvelée d'une suite d'expériences recueillies et rassemblées sur un mode narratif par le Dasein, le monde qui fait originairement encontre est toujours le « monde du Soi », celui des toutes premières significativités :
« Je suis présent à moi-même concrètement dans une expérience déterminée de la vie, je suis dans une situation ». « Il n'y a jamais de sujet sans monde et isolé ». « Ce qui est premier ce ne sont pas les vécus psychiques, mais des « situations » changeantes qui déterminent autant de lieux spécifiques de compréhension de soi-même… ». « De même que toute parole sur le monde implique que l'être-là s'exprime sur lui-même, tout comportement qui se préoccupe est une préoccupation au sujet de l'être de l'être-là. Ce dont je m'occupe, ce à quoi j'ai affaire, ce à quoi mon métier m'enchaîne je le suis d'une certaine mesure moi-même »,.
Le Dasein  est investi d'une « ouverture à soi », nous dit Jean Grondin, ouverture qui est éprouvée comme un « pouvoir-être », un  Seinkönnen , une « possibilité » pouvant faire l'objet d'un choix libre et éclairé. Le Dasein est l'être qui pourrait être-là, qui pourrait faire ceci ou cela, mais qui, le plus souvent, n'est justement pas là  sous le règne du « bavardage », le Gerede, et la pression du « On », où dominent les poncifs et les lieux communs. On pourrait parler avec Heidegger, d'un être loin de soi et dont l'éloignement a été compris comme un « dévalement » ou en allemand  de Verfallen  dont l'auteur attribue la cause au mouvement de fuite du  Dasein  devant sa propre temporalité finie, autrement dit devant son caractère mortel (l'opinion moyenne possédant à l'inverse le caractère de l'intemporalité est ressentie comme un refuge).
Pour autant ce langage du « Soi » n'est pas, selon Heidegger, celui de la subjectivité au sens traditionnel, celui du « Je », ce « Soi » n'est pas l'individu, ni l'humain de l'homme mais le « là » d'une question à l'être qui s'ouvre à d'autres possibilités que les siennes (au sens possessif).
Il ne suffira pas de faire appel à une expérience renouvelée pour justifier l'« existence » de l'ipséité ou de la continuité du  « Soi ». Ce sont les phénomènes du « Souci », de l' « appel de la conscience »  et de la Résolution, qui vont intervenir dans l'explicitation complexe qu'en donne Jean Greisch. Dominique Janicaud notera que malgré ses efforts, la persistance de la question de la subjectivité dans Être et Temps, ne se laissera pas si facilement écarter.

#### Le statut de la compréhension
- Ce que nous comprenons en vérité, ce n’est jamais que ce que nous éprouvons et subissons, ce dont nous pâtissons dans notre être même note Henry Corbin[24]
- Les « choses mêmes » ne se donnant pas immédiatement dans une intuition, Heidegger qui se sépare ici définitivement de Husserl, pense que pour les atteindre, il est nécessaire de s'engager résolument dans ce qu'il appelle le «cercle herméneutique »[25].
- Compréhension et explicitation ne sont possibles que dans le cadre d'un horizon de compréhension pré-donné, un monde de la vie, auquel elle s'accorde et qui lui est inséparable[26],[27].
- S'agissant du sens d'« être » de l'étant, l'analyse phénoménologique va donc devoir toujours être précédée d'une tâche préliminaire, l'analytique de l'étant, qui dans son être le comprend, ou plutôt le pré-comprend Verstehen, c'est-à-dire le Dasein particulier qui lui sert de point de départ[28].
- Autrement dit, avec Heidegger, l' « enquête phénoménologique » ne doit pas tant porter sur les vécus de conscience, comme le croyait Husserl que sur l'être pour qui on peut parler de tels vécus, et qui est par là capable de phénoménalisation, à savoir le Dasein, c'est-à-dire, l'« existant ».
- Il va s'avérer que le Logos de cette phénoménologie, s'intéressant au premier chef, au mode d'être du Dasein est « herméneutique » car le Dasein est herméneutique en son être ; « exister » étant pour lui, dans son essence, comprendre et expliciter pour « Se comprendre »[28].

### Le déploiement de l'existence

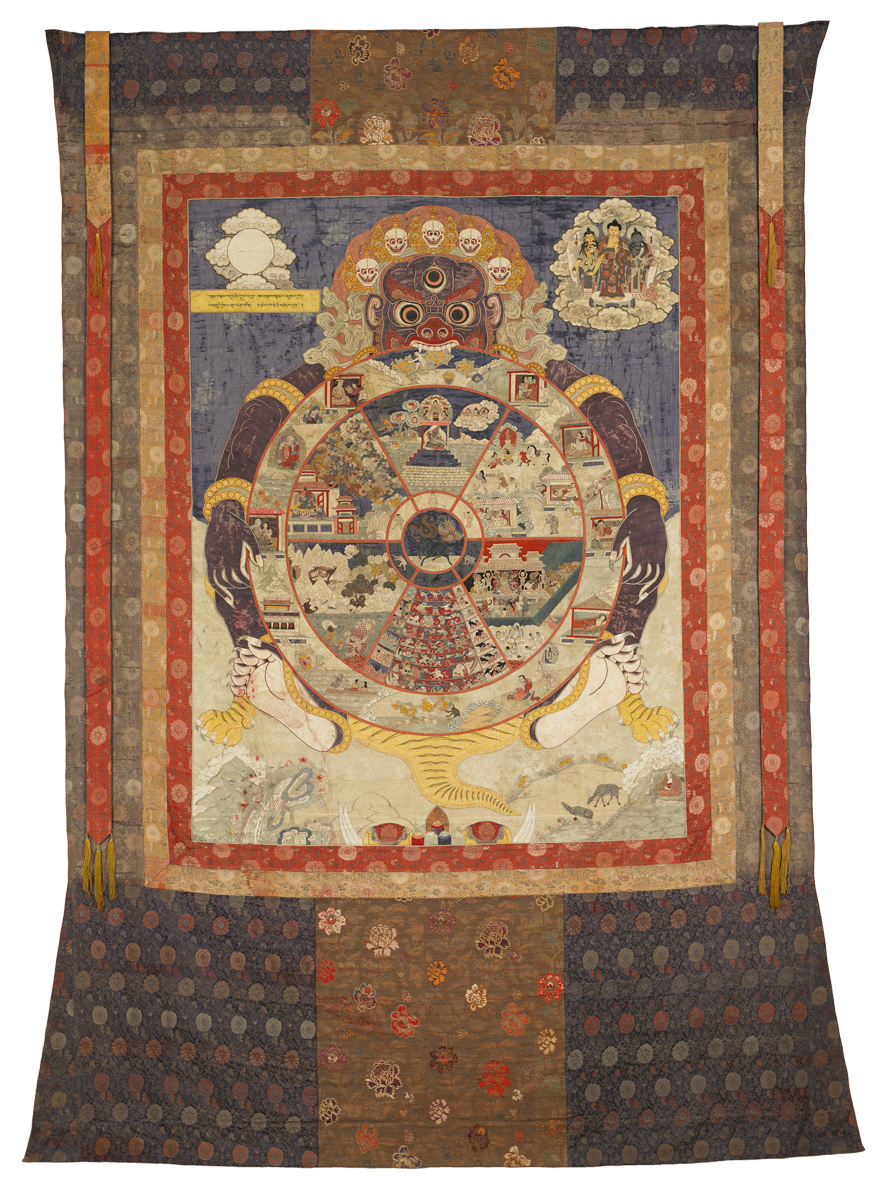
Wheel of Existence

#### L'existence comme avoir souci de son être
Le Dasein, est tel qu'il en va pour lui de son être. Il se rapporte à son être comme à quelque chose qui est en jeu pour lui reprenant l'inquiétude augustinienne du « Où en suis-je avec moi-même ?» . Ainsi le Dasein soucieux est déterminé comme « être-en-avant-de-soi », Sich-vorweg-sein .
1. L' « avoir-à-être », pourrait signifier en toute rigueur que le Dasein a « à-être », ce qu'il n'est pas, il a à l'être depuis son « être-jeté » dans le monde auprès des autres étants et des autres Dasein, (voir Gérard Bensussan)[30]. Mais cet « avoir-à-être » ne se rajoute pas à son être en tant que possibilité extérieure. Le Dasein est son « avoir-à-être », veut dire, il n'est constamment  que « sa possibilité » car ce « qu'il n'est pas » il l'est déjà possiblement. Heidegger précise « Le devancement n'est possible que dans la mesure où le Dasein pour autant qu'il est en train d'être, « s'en vient toujours déjà, jusqu'à soi »(Être et Temps, Vézin page 386).
2. Entre tous les étants, le Dasein se distingue en ce que « pour cet étant, il y va dans son être de cet être » . Si  « tout Souci est Souci de l'Être », c'est par le Souci que l'expression, mainte fois répétée, « Il y va de son être »  prend sens et que l'on doit comprendre précisément comme « Souci de se perdre ». Pour Marlène Zarader[31] « le souci usuel s'enracine dans un plus haut sens qui est le soin que l'homme prend de son être ». Saisissant nécessairement le sens d'être de l'étant qu'il n'est pas et auquel il se rapporte cette compréhension de l'être est, elle-même, une détermination d'être du  Dasein[32].
3. Le Dasein est tel, qu'il en va pour lui de cet « être » De cet être, signifie ici, que l'étant que nous sommes, dans sa quotidienneté, nous avons à chaque fois, à l'« être lui-même » et non simplement à le saisir comme un étant indifférent faisant partie de la nature et de l'indifférence moyenne[33],[N 9]. Pour Jean-François Marquet[34], cette phrase signifie que le Dasein qui n'est à chaque fois rien d'autre que la possibilité de se choisir dans son authenticité, s'étant toujours déjà décidé pour la déraubade peut revenir sur cette « décision »
4. Il se rapporte à son être comme à quelque chose « qui est en jeu pour lui »
5. Il se rapporte à son être comme à sa possibilité « la plus propre »(§9).

#### L'existence comme comportement d'être
1. De telle façon que ce comportement lui-même est traversé par le caractère particulier d' « être en jeu ».
2. Dans le comportement du Dasein, la « questionnabilité » de son être ne cesse d'être vécue.
3. Le Dasein a « en son être un rapport d'être à cet être » . Où en suis-je avec moi-même ? Cette auto-référence est inscrite dans toutes les « définitions » du Dasein. Ce maintien d'une relation à « Soi », d'un « Soi » qui n'a plus la constance du présent, ni la permanence de l'égo, c'est peu de dire qu'elle fait difficulté souligne Dominique Janicaud[35]
4. Le se rapporter est un « rapport d'être », ce qui signifie que le comportement lui-même appartient à l'être du Dasein, que le comportement appartient à ce envers quoi il se comporte[36]. John Sallis donne l'exemple de l' « être courageux »  qui n'est pas une qualité qui puisse être attribué comme la couleur aux choses, l' « être courageux » est quelque chose qui est en jeu dans chaque décision.

#### Exister ou être compréhensivement dans son être
Cette « compréhension de l'être n'est pas une relation de savoir, mais la façon pour le Dasein d'être en son être », autrement dit « une déterminité d'être » du Dasein (§4). Dans cette phrase la « compréhension d'être »  est entendue comme celle de l'être en général et pas seulement celle de l'« existence » du Dasein. Il faut qu'une compréhension préalable de l' être ou « pré-compréhension » nous soit donnée, pour simplement poser la question, la question du sens de l'être.

#### Existentialité et temporalité
« Être-été », « être-jeté », « avoir à être », « résolution anticipante », autant de concepts qui font appel, en des sens divers, au « temps ». C'est une nouvelle approche de la temporalité qui va permettre à Heidegger d'atteindre le phénomène originaire et unitaire rendant compte de toutes les structures et de tous les moments de l'existentialité du Dasein, lesquels vont lui apparaître comme des modes de temporalisation de la « temporalité » note Françoise Dastur. La difficulté consiste pour Heidegger à chercher à unifier les trois dimensions du temps en évitant de donner comme tous les prédécesseurs un privilège particulier au « présent ». Pour lui c'est l'« existentialité », c'est-à-dire l' « avoir à être » qui porte tout le poids de la temporalité d'où le primat accordé non plus au présent mais à l' « avenir ».

### Les principaux moments de l'existence

#### Le projet
« L'« existence » se meut au sein d'une compréhension de l'être et dans cette compréhension de l'être moyenne et vague, l'«existence» se trouve de manière tout à fait exceptionnelle et précise dans un rapport essentiel à sa propre compréhension ». En tant que comprendre, le Dasein, projette son être vers des possibilités, ce qui autorise à dire qu'il est constamment en avant de soi, Sich-vorweg-sein .

#### L'être-été
L'« être-été » ou Gewesend, avec cette expression, Heidegger tente de montrer que le Dasein ne possède pas son passé comme un bagage, ni comme un souvenir mais qu'il s'agit de son être. C'est l'être dans sa dimension temporelle récapitulé dans l' être-jeté qu'il est toujours et constamment (exemple l'âge d'un individu récapitule à chaque fois, dans toutes les dimensions son avoir été). De plus, contrairement à la métaphysique traditionnelle, qui déterminait le présent à partir du passé, dans une séquence passé, présent, avenir, l' « être-été»  provient tout comme le présent de l'avenir, c'est-à-dire de l'être en avant projeté. Présent, passé, avenir sont simultanément « apprésenté » dans l'extase temporelle.
« C'est en advenant sur le mode du retour à soi que la « résolution devançante » rend présent l'étant qui vient à sa rencontre dans le monde ambiant: c'est ce phénomène unitaire d'un avenir qui rend présent en ayant été que Heidegger nomme temporalité ».
L'« être-été » ouvre en soi, de nouvelles possibilités (exemple l'âge mûr d'une actrice lui ouvre la capacité nouvelle de jouer les rôles de mère), mais aussi il transmet un fardeau et notamment la certitude de la mort comme possibilité suprême. En dehors de la naissance, comme « Être jeté », le Dasein compris existentialement, a toujours déjà été : cet « avoir-été », ce passé, qui est une partie intégrante de son existence, implique une possibilité ouverte, spécifique, de soi-même « L'être-été, c'est ce qui du passé ne cesse d'être et par là même ne cesse de venir à nous, c'est le passé qui se prolonge, pour ainsi dire dans le présent, agissant en lui et lui donnant figure » écrit François Vezin.
Dans cette approche la notion de mémoire n'a existentialement aucune place ; dérivée, elle suppose originairement l'« être-été ». L'être-jeté doit, à chaque fois, assumer ce qu'il a déjà été , parfois assimilé à un fardeau , il ne peut ad-venir à lui-même que dans la mesure où il assume ce qu'il est en propre. Le passé dure en moi, il est donc en un sens « essentiel » présent. Il advient comme lui à partir de l'avenir, c'est-à-dire à partir du projet que j'assume. En outre le Dasein dans l'entente de l'être qui est la sienne se comprend à partir d'une explicitation qui lui a été transmise. Le passé qui est le sien lui ouvre à chaque fois déjà la voie (Être et Temps §6 page 46). L'« être-été » est le phénomène originel de ce que nous nommons le passé.

#### L'être en propre
La « voix de la conscience »  se charge de ramener l'existant perdu dans le « On » à son être  « propre » en l'invitant à l'assumer dans sa finitude radicale, c'est-à-dire dans sa vérité note Christian Dubois,. Le plus surprenant de tout, c'est que cette invitation à être « Soi », est ni plus ni moins qu'une convocation à sa « nihilité ». L'invitation interpelle le Dasein afin qu'il assume les possibilités de son existence en tant qu'être-jeté « sans fondement ». Ramené à lui-même, il est invité par l'appel à quitter le refuge factice du « On », correspondant au non choix de lui-même, pour revenir à la vérité de son être et assumer sa propre négativité d'être-jeté.
L'appel se présente comme une « voix étrangère », or le Dasein est aussi, dans son être, étranger à lui-même et au monde comme Heidegger le fait ressortir dans la notion de Unheimlichkeit; littéralement « le sans chez soi » où l'on voit que le caractère fondamental du Dasein est d'être originairement toujours jeté dans ce « non-chez-soi ». Le Dasein vivant sur un mode « impropre » se convoque lui-même au nom de son « étrangeté essentielle » à quitter le « On » à quitter sa fascination pour le monde. « Cet appel, lui parle de lui », au milieu de tous les divertissements et affairements qui tendent à l'étourdir. Lorsqu'il est répondu à cet appel, c'est ce que Heidegger appelle « vouloir avoir conscience ».
L'« Inauthenticité », est le fait d'un Dasein  qui se comprend lui-même à partir de ce dont il se préoccupe et non à partir de son propre « pouvoir-être » fini, se laissant ainsi dominer par le « On », représentant l'expression de l'opinion moyenne. Seul le Dasein  « résolu », peut échapper à l'emprise du « On », devenir lui-même, mais cette possibilité ne se présente pas comme un projet à réaliser, un « avoir à être » à la manière spinoziste dans l'ordre du temps vulgaire, mais comme un nouveau « mode d'être », une nouvelle manière de se tenir ou de se comporter, dans l'ordre existentiel où il est engagé, pour « ici et maintenant » dans sa tâche journalière, en réponse à l'injonction de la « voix de la conscience », d'être au clair avec soi-même, en voulant avoir conscience de cesser de se fuir, à ne plus se raconter d'histoire quant à sa propre vérité,. Cet appel continu, énigmatique, et souterrain, transparaît dans des éclairs de lucidité, moments propices imprévisibles qui ne relèvent plus du temps aplati des horloges mais du kairos, du temps à saisir, du temps opportun.
Il ne s'agit pas d'amener le Dasein à opter pour tel ou tel « pouvoir être » compris comme le choix entre telle ou telle existence, tel engagement héroïque, la « voix de la conscience » ne dit rien de cela, mais enjoint d'assumer sa négativité dans l'expérience de la vie concrète qui nous incombe dans la situation présente. Autrement dit préserver son propre dans toutes les circonstances de la vie concrète, ne pas se mentir à soi-même. Comme le note Christian Dubois l'existence apparemment inchangée est en fait transfigurée, au lieu « d'être-au-monde » à partir des autres elle l'est à partir de soi.
L'« être-été» ou Gewesend, avec cette expression Heidegger tente de montrer que le Dasein ne possède pas son passé comme un bagage, ni comme un souvenir mais qu'il s'agit de son être. C'est l'être dans sa dimension temporelle récapitulé dans l' « être-jeté » qu'il est toujours et constamment (exemple l'âge d'un individu récapitule à chaque fois, dans toutes les dimensions son avoir été). « C'est en « advenant » » sur le mode du retour à soi que la « résolution devançante » rend présent l'étant qui vient à sa rencontre dans le monde ambiant: c'est ce phénomène unitaire d'un avenir qui rend présent en « ayant été » que Heidegger nomme temporalité.

### Le retournement natal
Avec la Vaterländische Umkehr, traduit par l'expression «retournement natal », on vise à partir d'un trait essentiel du Dasein étranger à son monde, étranger à lui-même, et qui n'ayant constitutivement ni sol ni « patrie », n mouvement encore plus essentiel, encore plus profond, un mouvement de retour, une aspiration à la plénitude . Heidegger découvre chez Hölderlin avec le « retournement natal » l'idée d'un contre-mouvement, d'un perpétuel besoin de retour à la source. Françoise Dastur, lisant Hölderlin parle, à propos de cette source, d'une « patrie interdite, qui consume l'esprit, le menace dans son être ». Ce mouvement de retour nous explique Françoise Dastur  « ne doit plus alors être compris, comme le veut le schème idéaliste comme la simple remémoration et la venue à soi de l'esprit mais au contraire comme l'assomption de cette dimension et d'oubli qui est à l'origine même de son excentricité ».

## Le pouvoir être authentique

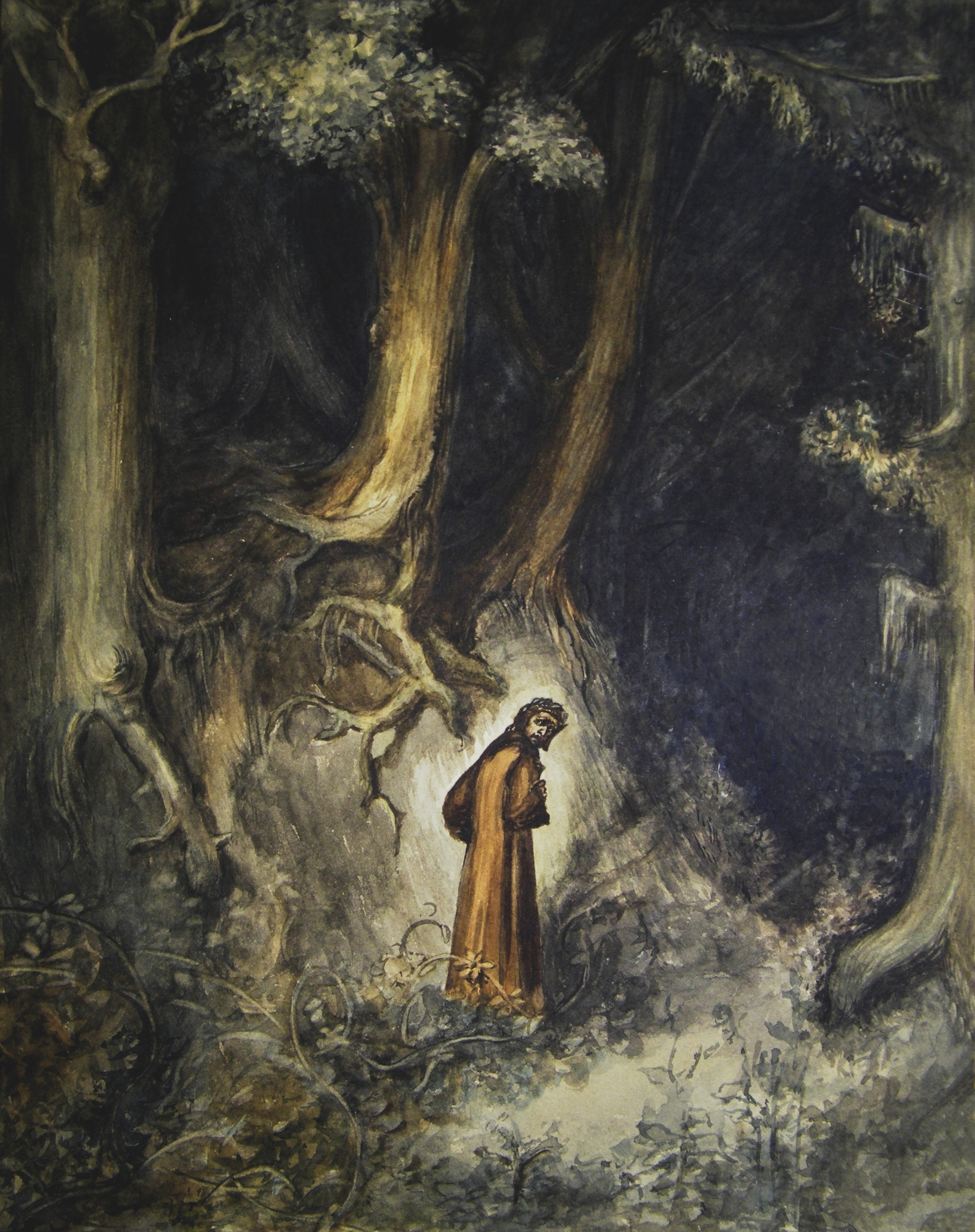
DSCF2316 Dante perdu

Si exister c'est « avoir à être », cela s'accompagne du risque de ne pas être à la hauteur. Servanne Jollivet accuse le trait en faisant état  de l'accent mis par Heidegger sur la finitude et l'inquiétude fondamentale  de l'existence humaine, dont il avait pris conscience par ses études du début de 1920, sur l'expérience propre au christianisme originel, expérience, devenue  paragdimatique dans la compréhension heidegérienne du comportement du Dasein (voir Phénoménologie de la vie religieuse). À partir de cette expérience Heidegger cherche à construire un modèle qui va lui permettre une « pré-interprétation de l'histoire absolue de la vie « en et pour soi » ». Ici prend place, les différents aspects du concept de « finitude », recensés notamment par Jean Greisch, dans son livre L'Arbre de vie et l'Arbre du savoir.

### Les obstacles

#### L'existence tend à se dissimuler
Servanne Jollivet, note la volonté de « retrouver le caractère fluctuant et foncièrement inquiet de l'existence » que Heidegger a mis en évidence en s'inspirant de l'expérience vécue du christianisme primitif (voir phénoménologie de la vie religieuse). C'est d'abord en nous-mêmes que réside le principal obstacle à une juste interprétation. C'est le Dasein qui porte en lui la possibilité de se fuir et de se travestir et ce faisant nous ouvre en négatif la possibilité d'interpréter le Dasein comme  « Souci » à partir d'expériences fondamentales comme l'auto-aliénation, la fuite, la déraubade, l'objectivation.

#### La pré-éminence de l'ad-venir
La marche du  Dasein à la rencontre de son pouvoir-être authentique, dépend de la possibilité, qu'a l'être -là, d'advenir Zukommen à soi-même relève Christian Sommer. « Être-soi », pour le     Dasein, implique de ne rien laisser de côté, et être du même mouvement, projet, et en avant de soi, son propre passé, ce qui ne peut se faire qu'en portant « résolument », devant soi, son « être-jeté » et toutes les possibilités, vécues ou laissées de côté, que révèle l'« extension » (SZ p. 374) de l'existence. Parler d'anticipation de l'avenir, de marche en avant, comprend donc la reprise de l'antériorité. Projeté pour son avoir à être, en avant de lui-même le Dasein, ressaisit à chaque fois, son passé, un passé qui paradoxalement naît ainsi de l'avenir.

#### L'absence de fondement
Avec le phénomène du monde et la prise de conscience de sa finitude radicale, se pose pour l'homme l'énigme d'une existence que l'homme perçoit comme complexe, confuse éternellement décalée, changeante, irrécupérable et surtout finie en un double sens, quant à son origine et quant à son être. À noter, que devant ces difficultés Heidegger, entend travailler en amont des constructions réflexives traditionnelles et ne rendre compte et expliciter chaque attitude vitale, chaque vécu, qu'en se référent au « Tout »  de l'existence en question, conformément au principe fondamental de l'herméneutique. « Chaque vécu singulier, ainsi que leur cohérence globale, ne devient pleinement signifiant qu'au regard du cours de la vie ».

##### Quant à son origine
Que l'existant soit aussi qualifié d' « être-jeté » veut d'abord dire qu'il ne s'est pas posé lui-même. L'« être-là » en tant qu'il est au monde, y est, à chaque fois sur le mode du « jeté », sur le mode de l'événement, car tant que le Dasein existe il ne cesse de naître, « il ne cesse existentialement d'être-jeté » selon la définition de Françoise Dastur. Ceci nous fait comprendre que le fait de parler au passé de l' « être-jeté », ne doit pas être pris dans le sens d'un événement révolu mais plutôt comme indiquant qu'il y a à chaque fois quelque chose d' « irrécupérable » dans l'existence.
« Le Dasein factice existe nativement, et c’est nativement (au sens de jeté dans l'existence) encore, qu’il meurt au sens de l’être pour la mort. L’une et l’autre « fins », ainsi que leur « entre-deux » sont aussi longtemps que le Dasein  existe facticement, et elles sont comme il leur est seulement possible d’être sur la base de l’être du  Dasein comme Souci. Dans l’unité de l’être-jeté et de l’être pour la mort fugitif – ou devançant –, naissance et mort "s’enchaînent" à la mesure du Dasein. En tant que Souci, le Dasein est l’« entre-deux » » traduction Martineau (SZ, § 72,p. 374).
Le Dasein, n'est jamais la cause (l'origine) de son « être-au-monde », et il en ignore la fin dans les deux sens du terme. Sans rien à quoi se raccrocher, il a donc à être le fondement de lui-même, être son propre fondement c'est-à-dire que le fondement de son être est donc de « « n'en avoir aucun » » sinon le Néant l'  Abgrund. Le concept de facticité est ici poussé à sa radicalité absolue.
Le Dasein se maintient dans un « suspens » et ce « suspens » est la condition et la constitution de l'existant comme tel.

##### Quant à son être même
Le Dasein est ainsi toujours un « être-jeté-se-projetant » (toujours en avance de lui-même) et n'a que la ressource, insatisfaisante, de se comprendre à travers tel ou tel projet de soi, dans le temps même où il est amené à le choisir et « renoncer à d'autres ».
C'est cette double négativité qui est reprise par Heidegger dans le concept d'« être-en-faute » ou « en dette » qu'il veut exempt de toute connotation morale ou juridique mais dont l'objet est de révéler un état de fait existentiel incontournable, la « Nihilité » de l' « être-là ». C'est de cet état que la « voix de la conscience »  vise à lui faire prendre conscience en ramenant l'existant, perdu dans le « On », à son être même, en l'invitant à s'assumer dans sa finitude radicale

#### Le vérouillement et la fuite

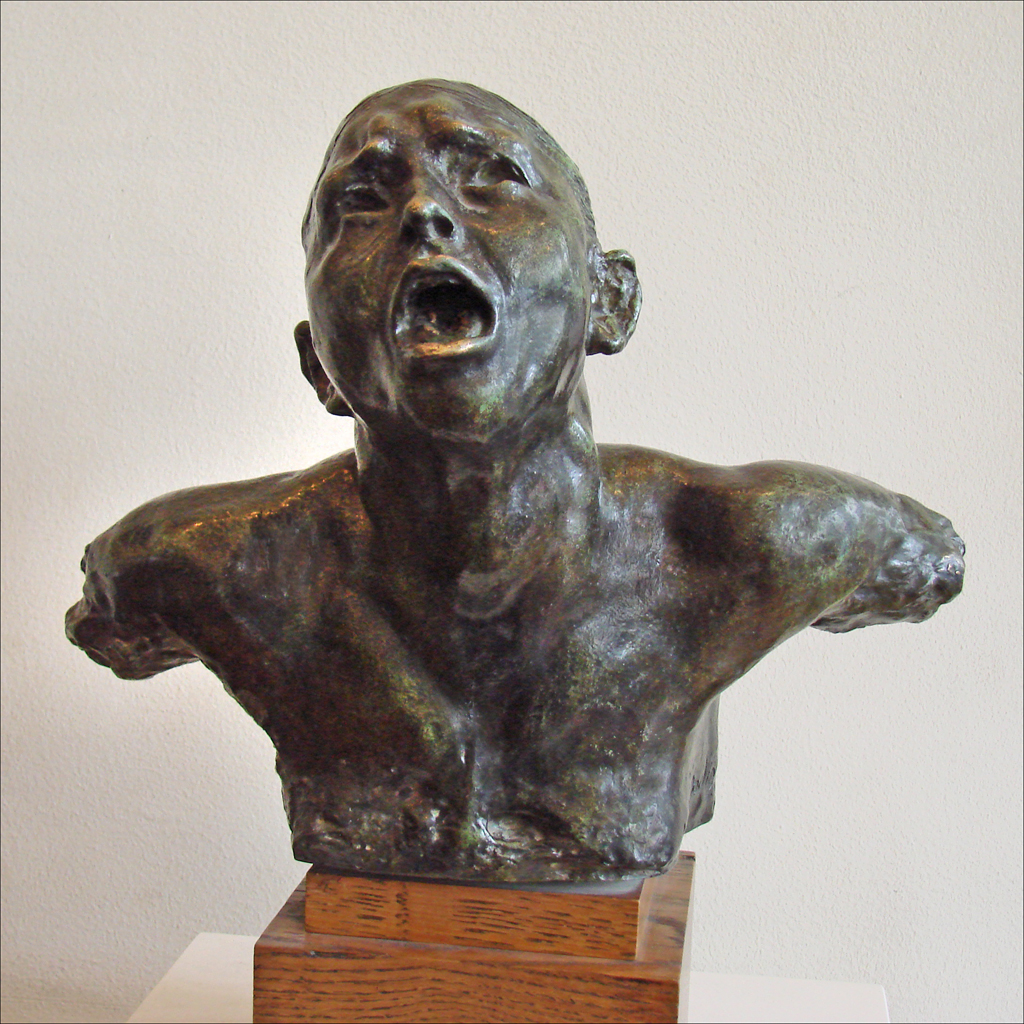
Le Cri dAuguste Rodin (musée Rodin) (6215583946)

- Les sentiments de dispersion, d'éparpillement, d'éphémère, de fardeau, de division, de fuite, qui sont notre lot commun, amplement recensés par Jean Greisch[60], dévoilent une démultiplication de l'« existence » ou une désarticulation à l'œuvre dans tout Dasein. Ainsi dans mon « existence », je me disperse simultanément dans de multiples préoccupations, entreprend plusieurs activités, de même que par rapport à ce qui devrait le souci de moi-même, je suis  fasciné par le monde, je tombe dans l'inconstance et le divertissement. Toutes ces dispersions constituent la réalisation concrète de  ce que Heidegger a appelé le phénomène de la « déchéance » ou du « dévalement » qui manifeste une compréhension impropre et dérivée de l'existence[61].
- Le Dasein déraciné, sans fondement, coupé de son origine et de l'être de son origine, se maintient dans un « suspens » et ce « suspens » est, et c'est en quoi consiste l'apport de Heidegger, la condition et la constitution d'« essence » de l'existant comme tel[59].
- Les sentiments de dispersion, d'éparpillement et de fuite, bien réels, semblent présupposer, dans les premières recherches, l'« existence », d'un pouvoir « être authentique », d'un lieu fait de spontanéité et de plénitude duquel nous nous serions détournés et vers lequel nous serions appelés à retourner. Jean-François Marquet s'interroge alors sur les raisons de cette fuite[12].
- Pour Françoise Dastur[62], la question de la cohésion, la question de son unité pour le  Dasein, ne se pose que dans l'horizon de la quotidienneté, c'est-à-dire pour un Dasein « inauthentique ». Mais « la résolution, qui seule constitue le soi, est par elle-même la constance extensive dans laquelle le Dasein […] tient incluse dans son existence la naissance et la mort avec leur entre-deux […] », la question de la cohérence et de l'unité ne se pose pas pour le Dasein « authentique ».
- En fait, très rapidement, ce centre ou fondement recherché n'a plus été le lieu d'une plénitude espérée, mais le lieu, où le Dasein s'est vu confronté à la « solitude »[N 16] et à la  mort, si bien que à suivre Heidegger, le dévalement à même le monde en préoccupation, va apparaître, pour le Dasein, moins comme le résultat d'une attirance propre du monde que comme une fuite devant lui-même. Si celui-ci recule ainsi, c'est parce que ce qu'il trouve en lui-même n'est autre que le « Rien » ou « Néant »« je ne suis jamais en moi-même, car en moi-même c'est l'abîme »écrit Heidegger cité par Jean-François Marquet[63]. Il n'est pas étonnant que l'existence cherche à se dérober et à se cacher devant cet abîme qui est pourtant le seul lieu qui lui permet d'être automatiquement elle-même[12]. Mis en face de sa propre vérité lorsqu'il est renvoyé « au néant de son fondement », le Dasein fuit note aussi Jean-Pierre Cometti[64].
- Dans l'interprétation élargie du concept de « Souci », qui implique ouverture à soi et à l'autre (das Besorgen , préoccupation et   die Fürsorge , sollicitude), ce devant quoi fuit le Dasein « inauthentique » c'est ce à quoi s'ouvre le Dasein « authentique », toute fuite va être interprétée comme fuite dans l'abri de la familiarité et l'intimité du chez soi, devant l'angoisse de ce qui le constitue en propre: le « ne jamais être-chez-soi »[65]. C'est le concept d ' « Unheimlichkeit » qui va dominer l'interprétation de la Lettre sur l'humanisme.

#### La liberté, le tragique et la joie
« Le Dasein est un être possible remis à lui-même, une possibilité de part en part jetée. Le Dasein est la possibilité de l'être-libre pour le pouvoir-être le plus propre »

Pour Jean-Luc Nancy, l' être sans fond de l'« existence » s'expose dans l'angoisse et dans « la joie d'être sans fond et d'être au monde ». Dans l'angoisse, car le Dasein, est toujours déjà-jeté dans la vie, sans qu'il y soit pour quelque chose, « un l'« être-là » dont il est facticiellement responsable et qu'il ne peut pas ne pas être ». un « être-jeté » qu'il doit endurer jusqu'à la mort, la vie reçue en charge comme un fardeau accompagnée de la mort comme possibilité suprême. Mais aussi dans la « Joie » de la « liberté » inaliénable, reçue comme risque d'une « existence » sans attache, qui peut s'exposer, sans mesure et sans à priori, à la vérité de l'étant comme tel. Ce thème de la Joie du Dasein libéré de toutes les contingences qui succède à l'angoisse est repris par Jean-François Marquet.

### Les implications possibles de cette philosophie de l'existence
Karl Löwith met l'accent sur les dérives politiques possibles de cette nouvelle « liberté radicale ». Dans le désarroi des lendemains de la première guerre mondiale, cette philosophie a trop bien correspondu à l'état radical de la situation historique de l'Allemagne et pu intellectuellement accompagner les dernières formes du nihilisme que représentait le « mouvement national socialiste ». Parce que les questions qui ont agité ces générations étaient au fond des questions de foi et que la fréquentation des grands nihilistes Nietzsche, Dostoïevski, Kierkegaard, Richard Wagner leur avait déjà appris l'étroite relation intérieure entre la négation radicale et l'engagement.
À  l'inverse, cette nouvelle philosophie de l'existence dont l'arbre généalogique est avoué : Kierkegaard, Luther, Paul présente, pour le renouveau théologique, des affinités doctrinales qui sautent aux yeux  du fait que l'existentialisme découle d'une compréhension de soi-même propre au « proto-christianisme ». Dans les deux cas, l'homme, sans le condamner absolument tient le monde, à côté ou au-delà duquel il y a la vraie vie, en suspicion. Les deux prônent un usage du monde dans un certain détachement. Par delà la commune description d'une vie concrète misérable et aliénée, le philosophe invoquera une existence « authentique » possible qui entrera en résonance avec l'existence « eschatologique » que le théologien Rudolf Bultmann dégagera du Nouveau Testament. Heidegger transpose ainsi sur le  Dasein, la vision de Paul sur le thème de la « foncière indisponibilité de l'avenir ».

## La Résolution anticipante
La « Résolution anticipante »Entschlossenheit ou selon la traduction de Jean-Luc Nancy, la « Décision d'existence »; fait signe vers un concept qui n'a rien à voir avec la subjectivité et la volonté comme la signification habituelle des mots le porterait à faire croire. Le Dictionnaire, aborde ce sujet en effectuant un rapprochement sémantique entre les deux termes allemands Entschlossenheit et Erschlossenheit « qui signifie l'état d'ouverture au sein duquel se situe l'être humain ». Il s'agirait donc d'une ouverture et même selon Christian Dubois  de la manifestation dans l'« être-là » de la vérité de l'existence assumée, autrement dit d'« une ouverture essentielle » entre toutes.
Ce n'est qu'en se rapportant  à sa propre mort, comportement que Heidegger appelle « devancement », (voir (§62) Être et Temps (SZ p. 305) que le Dasein devient vraiment résolu, se saisit dans son authenticité, confirme Françoise Dastur. Il saisit, en un instant (Der Augenblick, coup d'œil), que s'il est de fait ouvert, il pourrait ne pas l'être, et que la fermeture totale par la mort constamment imminente  le menace tant qu'il existe. C'est cette connexion permanente à la mort que Heidegger appelle « devancement » Vorlaufen.

### La primauté de la Résolution
Ainsi, ce mot tente de dire la « manière authentique » pour le Dasein d'être dans sa vérité. Qu'est-ce à dire ? sinon que se transportant mentalement dans la situation incontournable du devoir mourir, c'est à cet aune, que le Monde, ses valeurs et ses attaches affectives va être jugé dans son insignifiance et donc disparaitre dans le néant pour libérer l' « être-en-propre » dans sa nudité et sa nullité « native et finale » selon l'expression de Françoise Dastur. Le Dasein répondant à l' « appel de la conscience » est mis en face de sa propre vérité lorsqu'il est renvoyé au néant de son fondement.
Il reste à bien préciser que cet « appel de la conscience » ne consiste pas à présenter une option à la manière du libre-arbitre mais à « laisser apparaître la possibilité d'un se-laisser-appelé hors de l'égarement du «On » ». « Pour autant la Résolution, en tant qu'« oser être soi-même », ne retranche pas le Dasein de son monde, elle ne l'isole pas pour en faire un « Je » lâché dans le vide ». Loin de nous couper du monde, la « Résolution » nous le donne plutôt, mais sur un autre mode, ceci n'est pas sans rappeler les recherches de Heidegger sur « le caractère d'être du christianisme primitif ».« La Résolution c'est l'ouverture propre à l'appel de la conscience » c'est-à-dire que l'« être résolu », qu'elle appelle, va dorénavant, en faisant la même chose, vivre sa vie à partir de lui-même.
La prise en charge de l'être-jeté dans « la Résolution devançante » ne signifie rien de moins pour le Dasein, que le fait d'être en propre ce qu'il était déjà sur un mode impropre, autrement dit, dans un rôle inchangé, son existence est transfigurée, au lieu d'« être-au-monde », à partir des autres, il l'est à partir de lui-même.
Entendre l'appel de la « voix de la conscience », se résume à « vouloir-avoir-conscience », « ne pas s'en laisser conter », « rester aux aguets », « garder le silence », « avoir son quant à soi »  Être et Temps (SZ p. 382-383).
Avec la Résolution l'être humain est jeté dans l'existence (et l'entente)  de sa situation  Être et Temps (SZ p. 300), rapporté par Jean Greisch

### L'ouverture primordiale
C'est en se projetant vers la fin, dans le dénuement absolu, que le Dasein a quelque chance, a contrario, d'avoir un aperçu, sur l'ouverture première qui rend possible toute présence au monde. Ce sujet est constant chez Heidegger qui dès ses premières analyses de l'expérience vécue en 1919, avait assigné à la philosophie la tâche de découvrir la sphère originelle, le lieu indépendant des choses du monde mais qui pourtant « donne à être », c'est ce qu'il pense avoir découvert, à l'époque de Être et Temps dans la thématique de la Résolution note Sophie-Jan Arrien.
Ce qui, selon Heidegger, se décide à même l'« ouverture décidante » de la Résolution, ce n'est pas une simple reprise de possibilités préalablement présentées, « c'est la dimension qui possibilise toutes les possibilités » et donc que l'existant n'existe que selon le possible. Jean Greisch parle d'une Résolution comme « répétition auto-délivrante, devançante, de l'héritage de possibilités ». En conséquence comme pour tout « pouvoir être » à la Résolution existentialement déterminée, va correspondre une indétermination « existentielle » que la Décision seule sera chargé de dénouer.

### La Résolution comme essence de l'existant
L'existant n'a rien, il est tout ce qu'il  « a ». Exister (sens transitif) veut dire laisser advenir, en avant de soi, la « possibilité», Die Möglichkeit, même d'être Soi. Or cette possibilité d'être Soi est délivrée par la Résolution devançante qui engage le Dasein à exister en vue de sa fin qui est sa possibilité la plus haute. Dans cette anticipation l'avenir n'est pas à comprendre au sens habituel, ce n'est pas un maintenant qui n'est pas encore devenu réel, mais la venue du Dasein à son pouvoir être le plus propre. L'existant se comprend lui-même à partir de sa possibilité la plus haute, qui est découverte, là maintenant, à même la Résolution, ce qui autorise Jean-Luc Nancy à affirmer en conclusion que « l'existence est en tant que telle décision d'existence (Résolution) ». Françoise Dastur parle tout simplement de la Résolution comme de l'exister « authentique ».

### Résolution, Décision et Situation
La « Résolution », la « Décision » et la «Situation » sont trois phénomènes existentiaux liés. La Résolution vient mettre fin à la soumission envers la dictature du «On » qui s'exerce sur l'être-là, c'est pourquoi elle ne se manifeste pas directement sur le plan existentiel, elle n'a rien à dire sur le choix de vie concret qui implique une volonté déterminée et relève d'une décision concrète. La « Résolution » s'inscrit dans une « Situation » que Heidegger s'efforce de détacher du sens commun de contingences pour la  comprendre comme structure intentionnelle de la vie facticielle. Ce n'est pas la Situation qui crée la Résolution comme dans la métaphysique traditionnelle, mais c'est à l'inverse la résolution qui va déterminer la « Situation ».

## L'être revendiqué
« L'homme ne déploie son essence qu'en tant qu'il est revendiqué par l'Être » écrit Heidegger dans sa Lettre sur l'humanisme. Considéré comme un étant parmi d'autres étants, l'essence de l'homme (l'homme du cogito), que développe la métaphysique, serait, selon Heidegger, appréciée « trop pauvrement », il faut sauvegarder l'idée d'une provenance plus haute, une provenance essentielle qu'apportera, une détermination de l'humanité de l'homme comme « ek-sistence», dans sa dimension extatique auprès de l'Être note Luca Salza, dans sa contribution. De plus la pensée humaniste qui depuis Platon incarne l'idée, néfaste dans l'esprit d' Heidegger, d'un règne où l'homme devient « le point de mire » de l'être ainsi que de la totalité de l'étant et s'en assure la maîtrise, doit être laissée là.
Dans cette optique, la Lettre   met en garde contre une lecture subjective après Être et Temps du concept de Dasein, qui doit être compris, non comme un sujet mais à partir de la relation extatique à la clairière de l'être. C'est à partir de la Lettre que Heidegger comprend l' « ek-sistence » non plus comme une projection transcendantale, une transcendance, mais comme une « endurance », le Dasein devient l'ouvert pour l'ouverture de l'Être et c'est dorénavant l'Être lui-même qui destine l’être-le-là à son essence. Le Dasein s'inscrit dans une passivité constitutive, passivité à l'écoute de l'Être.
Thierry Gontier résume ainsi le renversement opéré par Heidegger : « au projet moral de l'humanisme de la Renaissance, Heidegger substitue une pure eschatologie. Une eschatologie non théologique certes mais qui retient cependant de la théologie, l'inscription de l'homme dans un destin qui au fond le dépasse ».